# Sucha Koszalińska
Sucha Koszalińska (deutsch Zuchen bei Köslin) ist ein Dorf in der polnischen Landgemeinde Sianów (Zanow) im Powiat Koszaliński (Kreis Köslin)  der Woiwodschaft Westpommern.

## Geographische Lage
Sucha Koszalińska liegt in Hinterpommern, etwa neun Kilometer nordöstlich von Koszalin (Köslin) an der Woiwodschaftsstraße 203, die bei Gorzebadz (Gohrband) von der Landesstraße 6 (zugleich Europastraße 28) in Richtung Darłowo (Rügenwalde) abzweigt. Nachbardörfer sind im Westen Kleszcze (Kleist), im Süden Skibno (Schübben), im Osten Wierciszewo (Wandhagen) und im Norden Rzepkowo (Repkow). Die nächste Bahnstation liegt in Schübben an der Strecke Koszalin (Köslin) – Sławno (Schlawe).

## Geschichte

Dorfkirche von Zuchen (September 2008).

Zuchen war im Mittelalter eine Domäne, die zum Fürstentum Cammin gehörte. Im Rahmen der Stein-Hardenbergschen Reformen am Anfang des 19. Jahrhunderts wurde die Domäne parzelliert, woraus das eigenständige Dorf Zuchen und der davon unterschiedene Gutsbezirk Zuchen entstanden. Das Dorf Zuchen und der Gutsbezirk Zuchen gehörten 1908 zum Amtsbezirk Wusseken, der insgesamt elf Gemeinden umfasste (Landgemeinden Kleist, Repkow, Schübben, Wusseken und Zuchen sowie die Gutsbezirke Kleist, Laase, Repkow, Schübben, Wusseken und Zuchen).
Die Gutsherrschaft Zuchen übte das Patronat über das evangelische Kirchspiel in Zanow aus. Das Patronat wurde erst 1906 abgelöst.